# Šport u 1984.
◄◄ | ◄ | 1981. | 1982. | 1983. | 1984.  | 1985. | 1986. | 1987. | ► | ►►
Arhitektura • Astronautika • Astronomija • Biologija • Film • Fotografija • Glazba • Kazalište • Kemija • Kiparstvo • Knjige • Književnost • Kršćanstvo • Meteorologija • Medicina • Planinarstvo • Politika • Pravo • Promet • Slikarstvo • Strip • Šport • Televizija • Znanost • Zrakoplovstvo • Željeznički promet
Šport u 1984.

## Svijet

### Natjecanja

#### Svjetska natjecanja
- Od 28. srpnja do 12. kolovoza – XXIII. Olimpijske igre – Los Angeles 1984.

#### Kontinentska natjecanja

##### Europska natjecanja
- Od 12. do 27. lipnja – Europsko prvenstvo u nogometu u Francuskoj: prvak Francuska

## Vanjske poveznice
|  | Zajednički poslužitelj ima još gradiva o temi Šport u 1984. |